# Leon Bączkiewicz
Leon Bączkiewicz (ur. 9 kwietnia 1888 w Żyrardowie, zm. 27 kwietnia 1960 w Warszawie) – podpułkownik dyplomowany piechoty Wojska Polskiego.

## Życiorys
Urodził się 9 kwietnia 1888 w Żyrardowie, w rodzinie Adama i Józefy z Jakubiaków. Ukończył szkołę realną w Warszawie. W latach 1905-1908 działał czynnie w Polskiej Partii Socjalistycznej.
Służbę wojskową rozpoczął w armii Imperium Rosyjskiego (był żołnierzem Legionu Puławskiego). Od 1916 roku służył w Brygadzie Strzelców Polskich. W czasie wojny z bolszewikami pełnił służbę w Naczelnym Dowództwie Wojska Polskiego. Po odzyskaniu przez Polskę niepodległości wstąpił do odrodzonego Wojska Polskiego. Podczas swej służby w Wojsku Polskim zajmował między innymi stanowiska: dowódcy kompanii, adiutanta pułku, szefa oddziału operacyjnego dywizji i dowódcy batalionu. 
W randze porucznika służył w 23 pułku piechoty, z którego został odkomenderowany do Dowództwa XI Brygady Piechoty, co ogłoszono 14 lutego 1920 roku. Na mocy dekretu Naczelnego Wodza z dnia 25 listopada 1920 roku został zatwierdzony z dniem 1 kwietnia 1920 roku w stopniu porucznika w piechocie. Następnie przydzielono go do 6 Dywizji Piechoty. Rozkazem ministra spraw wojskowych gen. por. Kazimierza Sosnkowskiego L. 1716 z dnia 6 czerwca 1921 roku porucznik adj. szt. Leon Bączkiewicz z Dowództwa 6 Dywizji Piechoty został przeniesiony do Oddziału Va (obsady personalnej wyższych dowództw) Biura Ścisłej Rady Wojennej. Dekretem Naczelnika Państwa i Wodza Naczelnego z dnia 3 maja 1922 roku (dekret L. 19400/O.V.) został zweryfikowany w stopniu kapitana Adiutanta Sztabowego, ze starszeństwem z dniem 1 czerwca 1919 roku i 976. lokatą w korpusie oficerów piechoty. Jego oddziałem macierzystym pozostawał wówczas nadal 23 pułk piechoty z Włodzimierza Wołyńskiego. W roku 1923 zajmował już 882. lokatę wśród kapitanów korpusu piechoty i jako nadetatowy oficer 23 pp przydzielony był do Sztabu Generalnego (Ministerstwo Spraw Wojskowych). Służbę pełnił wówczas w Oddziale I Sztabu Generalnego. W tym czasie kpt. Bączkiewicz był już odznaczony Krzyżem Walecznych.
W dniu 2 listopada 1923 roku został przydzielony do macierzystego 23 pułku piechoty, z jednoczesnym odkomenderowaniem na jednoroczny Kurs Doszkolenia 1923/24 w Wyższej Szkole Wojennej (był to III Kurs Doszkolenia). Z dniem 15 października 1924 roku, po ukończeniu kursu i otrzymaniu dyplomu naukowego Oficera Sztabu Generalnego, został przydzielony do Korpusu Ochrony Pogranicza. W roku 1924 zajmował 458. lokatę wśród kapitanów piechoty. Pełnił służbę w Dowództwie Korpusu Ochrony Pogranicza w Warszawie, na stanowisku szefa Oddziału Ogólno-Organizacyjnego (przez pewien czas piastował w zastępstwie funkcję Szefa Sztabu Dowództwa KOP). Zarządzeniem z dnia 29 października 1926 roku, jako szef Oddziału Ogólnego Dowództwa KOP, został odznaczony przez Prezesa Rady Ministrów Srebrnym Krzyżem Zasługi. Na podstawie zarządzenia z dnia 12 kwietnia 1927 roku, wydanego przez Prezydenta Rzeczypospolitej Polskiej Ignacego Mościckiego, został awansowany do rangi majora, ze starszeństwem z dniem 1 stycznia 1927 roku i 81. lokatą w korpusie oficerów piechoty. Na dzień 30 września 1928 r. nadal pozostawał Szefem Oddziału Ogólnego Dowództwa KOP. 17 grudnia 1928 roku została mu nadana Odznaka Pamiątkowa KOP „Za Służbę Graniczną”. W dniu 23 sierpnia 1929 roku ogłoszono zarządzenie o przeniesieniu służbowym mjr. Leona Bączkiewicza z Dowództwa KOP-u do 3 baonu granicznego w Hoszczy, na stanowisko dowódcy tegoż batalionu. W dniu 28 sierpnia 1929 roku zameldował się w Zdołbunowie, w dowództwie Brygady KOP „Wołyń”, po czym odszedł na wyznaczone stanowisko. W Korpusie Ochrony Pogranicza pełnił służbę do marca 1930 roku, zajmując w 1928 roku nadal 81. lokatę pośród majorów piechoty w swoim starszeństwie (przynależał wówczas do kadry oficerów piechoty).
W dniu 31 marca 1930 roku opublikowano zarządzenie Ministra Spraw Wojskowych o przeniesieniu mjr. Bączkiewicza z Korpusu Ochrony Pogranicza do 14 pułku piechoty z Włocławka, na stanowisko dowódcy baonu (na dzień 16 września 1930 roku piastował funkcję dowódcy batalionu szkolnego w 14 pp). Już jako oficer 14 pułku piechoty zajmował w 1930 roku – 362. lokatę łączną wśród majorów piechoty (była to jednocześnie 75. lokata w starszeństwie). Na dzień 15 kwietnia 1931 r. nadal pełnił służbę na stanowisku dowódcy batalionu we włocławskim pułku. W dniu 23 października 1931 roku ogłoszono jego przeniesienie z 14 pułku piechoty do Dowództwa Okręgu Korpusu Nr I w Warszawie.
Do stopnia podpułkownika został mianowany w dniu 14 grudnia 1931 roku, ze starszeństwem z dniem 1 stycznia 1932 roku i 25. lokatą w korpusie oficerów piechoty. Pozostając na stanowisku oficera Dowództwa Okręgu Korpusu Nr I zajmował w 1932 roku nadal 25. lokatę w swoim starszeństwie, pośród podpułkowników piechoty. Z dniem 1 października 1932 roku został przeniesiony na stanowisko delegata Sztabu Głównego przy Dyrekcji Okręgowej Kolei Państwowych w Warszawie. Służąc na tym stanowisku zajmował na dzień 1 lipca 1933 roku - 250. lokatę łączną pośród podpułkowników korpusu piechoty (była to jednocześnie 24. lokata w swoim starszeństwie). W dniu 28 września 1933 roku ogłoszono jego przeniesienie, z zachowaniem dotychczasowego dodatku służbowego, do dyspozycji szefa Sztabu Głównego, a w dniu 7 czerwca 1934 roku ogłoszono przeniesienie ppłk. Bączkiewicza do Biura Personalnego Ministerstwa Spraw Wojskowych w Warszawie, z przyznaniem dodatku służbowego według kategorii VI B. Na dzień 5 czerwca 1935 roku, pełniąc służbę w Biurze Personalnym M.S.Wojsk., zajmował już 212. lokatę łączną wśród podpułkowników piechoty (była to zarazem 23. lokata w starszeństwie). Po 1935 roku został przeniesiony w stan spoczynku. W roku 1938 pełnił funkcję I zastępcy przewodniczącego Sekcji Morsko-Kolonialnej Izby Handlowej Polsko-Łacińsko-Amerykańskiej.
W sierpniu 1945 roku działając z ramienia byłej Komendy Głównej Związku Odbudowy Rzeczypospolitej zgłosił akces udziału w Zjeździe Uczestników Walki Zbrojnej z Niemcami, który odbył się w dniach 1–2 września 1945 roku w Warszawie.
Zmarł w dniu 27 kwietnia 1960 roku w Warszawie. Spoczywa na cmentarzu parafii Matki Bożej Pocieszenia przy ulicy Kasztanowej w Żyrardowie (sektor C4-1-7).
W dniu 15 maja 1921 r. zawarł związek małżeński z Zofią Drymmer.

## Ordery i odznaczenia
- Krzyż Niepodległości (20 grudnia 1932)[40]
- Krzyż Kawalerski Orderu Odrodzenia Polski (10 listopada 1928)[41][29]
- Krzyż Walecznych[20]
- Srebrny Krzyż Zasługi (29 października 1926)[42][43]
- Medal Pamiątkowy za Wojnę 1918–1921[44][j]
- Medal Dziesięciolecia Odzyskanej Niepodległości[44][k]
- Brązowy Medal za Długoletnią Służbę[1]
- Odznaka Sztabu Generalnego[44]
- Odznaka pamiątkowa Korpusu Ochrony Pogranicza „Za Służbę Graniczną” (17 grudnia 1928)[44]
- Odznaka pamiątkowa I-go Legionu Puławskiego[44]
- Medal Zwycięstwa („Médaille Interalliée”)[45]
- Medal 10 Rocznicy Wojny Niepodległościowej (Łotwa)[46]